# Colacem
Colacem S.p.A. è il terzo produttore e distributore in Italia di cemento ed è la società capofila del Gruppo Financo, holding finanziaria delle Famiglie Colaiacovo.

## Storia
L'attività imprenditoriale si avvia nel dopoguerra, quando la famiglia Colaiacovo inizia la produzione di mattonelle per pavimentazioni.
Sono Carmela e Giuseppe Colaiacovo, i capostipiti della dinastia, a volere una piastrella con San Francesco e il Lupo all'ingresso del primo insediamento industriale a ridosso della città. Nel 1945 la loro ditta, operante con 10 dipendenti, è già registrata dal Comune di Gubbio (Borgo della Piaggiola) e nel 1947 la Camera di Commercio di Perugia la annovera tra le poche aziende eugubine in attività. Sarà l'artista Totino Rossi, che aveva disegnato l'incontro tra il Santo e il Lupo, a realizzare la piastrella in ceramica raffigurante il gesto della mansuetudine, che da quegli anni del dopoguerra rimarrà sopra l'ingresso del piccolo opificio.
Carmela, alla scomparsa del marito Giuseppe, gestisce l'attività e realizza in località San Lazzaro di Gubbio un piccolo complesso industriale con l'aiuto dei figli. Pasquale, Giovanni, Franco e Carlo, nel 1966, trasformano la “Carmela Colaiacovo & Figli” in “Fratelli Colaiacovo s.n.c.” che acquisisce un vecchio impianto per la produzione di cemento a Ghigiano, a poca distanza da Gubbio. La società nel 1973 assume la definitiva denominazione di “Colacem”. La figura del lupo viene ripresa quale espressione di valori della cultura aziendale, rappresentata nella sua più immediata identità dall'immagine del lupo, protagonista del marchio Colacem.

## Presenza sul territorio

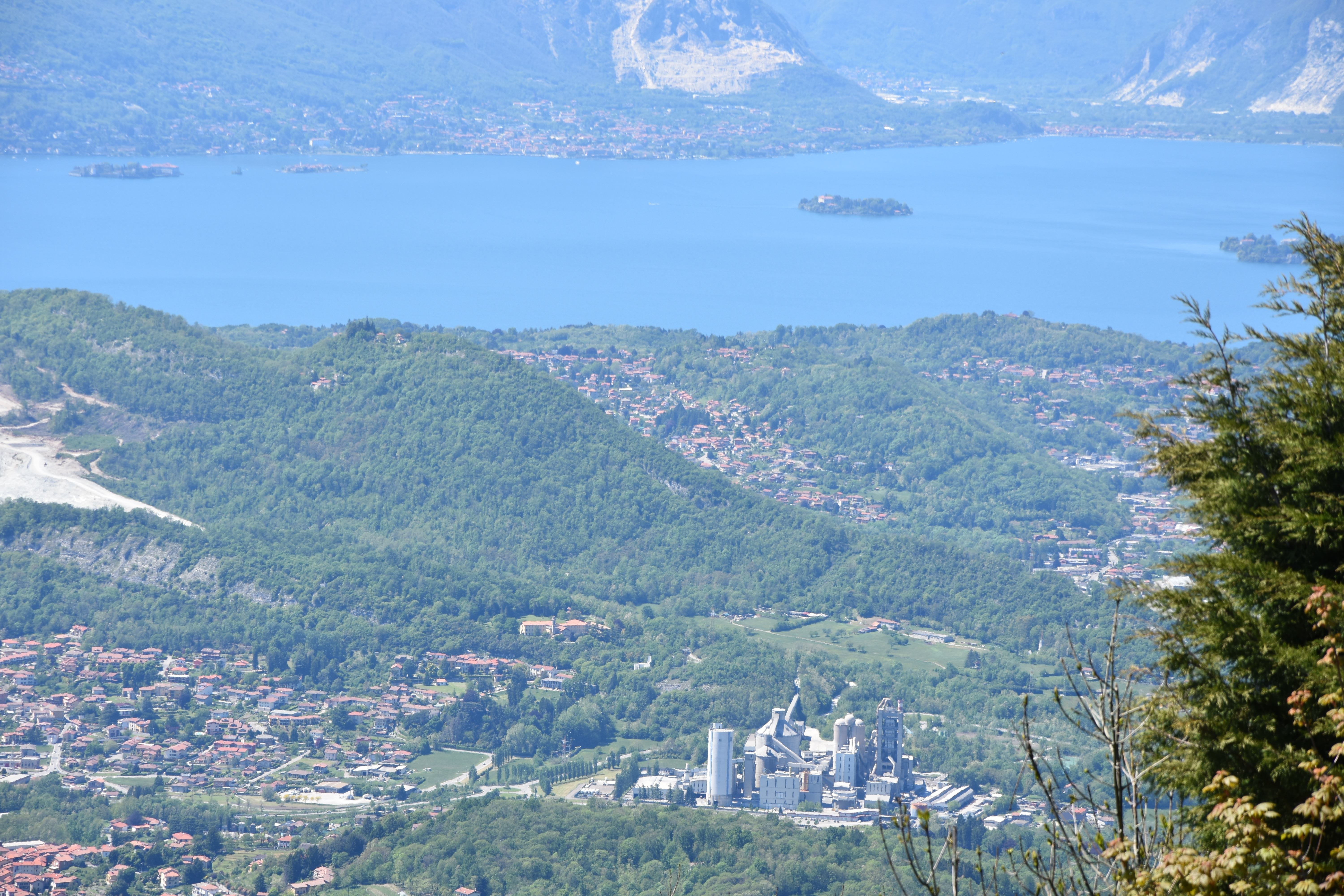
Lo stabilimento di Caravate visto dal Campo dei Fiori

### In Italia
Colacem è presente nel territorio italiano con dodici unità produttive, di cui sette a ciclo completo: Ghigiano, Rassina, Sesto Campano, Galatina, Caravate, Modica, Ragusa e Salone; tre terminal portuali a Savona, Mestre e Ravenna e la sede legale a Gubbio.
Nel 2016 è entrata con il 50% nella Calce e Cementi di Lauriano e con il 54% nella Toscana Cements, società di commercializzazione in Toscana e Corsica. Nel settore è il momento di razionalizzare, dichiara Carlo Colaiacovo.
Nell'estate 2017 l'Antitrust ha multato i maggiori produttori di cemento e la stessa associazione di categoria, l'Aitec, per un'intesa sui prezzi di vendita. Tra questi anche la Colacem che contesta la decisione.

### Nel mondo
Società controllate: Les Ciments Artificiel Tunisiens sa a Tunisi; Domicem sa nella Repubblica Dominicana; Colacem Canada Inc. a Grenville-sur-la-Rouge (Canada); Colacem Albania SH.P.K a Balldre (Albania); Cementos Colacem Espana; i terminal import di Cartagena ed Alicante (Spagna) e Kingston.

### Altre società controllate
- Santa Monica SpA, proprietaria del Misano World Circuit Marco Simoncelli a Misano Adriatico
- Tourist SpA, gestisce il "Park Hotel Ai Cappuccini" e altre attività turistiche in Umbria

## Prodotti
Colacem produce e commercializza cementi bianchi e grigi di diverse tipologie e resistenze rispondenti alla normativa vigente EN 197-1:2000/A1:2004/A3:2007, produce Predosati Malte per l'edilizia: Malta Bastarda M/10, Sabbia e Cemento per Sottofondo, Calcestruzzo Strutturale RCK 30, Malta di Cemento M/20, Calce idrata e Superplast (Leganti idraulici per applicazioni non strutturali).